# Oidium abortifaciens
Oidium abortifaciens är en svampart som beskrevs av J. Kickx f. 1867. Oidium abortifaciens ingår i släktet Oidium och familjen Erysiphaceae.   Inga underarter finns listade i Catalogue of Life.